# Österreich Institut
Die Österreich Institut GmbH ist eine Einrichtung der österreichischen Auslandskulturpolitik zur Durchführung von Deutschkursen außerhalb Österreichs und zur Förderung des kulturellen Austauschs. Nach eigenen Angaben lernen 11.000 Kursteilnehmer im Jahr an einem Österreich Institut. Am Sitz des Institutes in Wien werden die Materialien für den Unterricht erstellt.

## Geschichte
Die Österreich Institut GmbH wurde 1997 gegründet, wofür ein eigenes Österreich Institut Gesetz verabschiedet wurde.
Daraufhin wurden die bisherigen Deutschkurse an den Auslandsvertretungen in der Slowakei, Ungarn, Italien und Polen als Österreich Institute zusammengefasst und neu organisiert.
Mit 2018 gibt es Österreich Institute in Belgrad, Breslau, Bratislava, Brünn, Budapest, Krakau, Moskau, Rom, Sarajevo und Warschau.
Die Zentrale in Wien in der Landstraßer Hauptstraße stellt Unterrichtsmaterialien her, wie den Österreich Spiegel, eine Zeitung für den Deutschunterricht (erscheint seit 1998 vier Mal jährlich), online Materialien auf sprachportal.at, Fachsprachenmappen und Filmdidaktisierungen, die zum Deutschlernen eingesetzt werden. Seit 2015 kooperiert das Österreich Institut mit dem Österreichischen Integrationsfonds in der Erstellung von Unterrichtsmaterialien.
Das Österreich Institut erhält einen Gesellschafterzuschuss für seine Arbeit. 2014 lag der Eigenfinanzierungsgrad des Instituts bei über 80 Prozent.

## Aufgaben
Das Institut will Österreich als deutschsprachiges Land und Teil der Europäischen Union sichtbar und erlebbar machen. Es organisiert auch österreichbezogene Veranstaltungen und Wettbewerbe für Kursteilnehmer, Deutschlehrer und Schüler, das jeweilige Österreichische Kulturforum oder die Botschaft unterstützen die Arbeit der Institute.
Das Institut arbeitet auch mit dem deutschen Goethe-Institut, dem British Council und dem spanischen Instituto Cervantes zusammen. Die Österreich Institute beteiligen sich regelmäßig an den Aktivitäten zum Europäischen Tag der Sprachen.
Alle Institute im Ausland sind Prüfungszentren für das Österreichische Sprachdiplom Deutsch. Diese Prüfungszertifikate sind international anerkannt.